# نوردیکا
نوردیکا (انگلیسی: Nordica) شرکت پوشاک ورزشی ایتالیایی است، که در سال ۱۹۳۹ توسط برادران واکاری تأسیس شد.